# Bataille de Goma (2025)
Pour l’article homonyme, voir Bataille de Goma.
Résurgence du M23
La bataille de Goma est une campagne militaire lancée par le groupe rebelle congolais du Mouvement du 23 mars (M23) contre la capitale régionale de Goma en République démocratique du Congo (RDC). La bataille fait partie de l'offensive plus vaste du M23 débuté dans la province du Nord-Kivu, qui reprend en octobre 2024 après une période d'accalmie. En janvier 2025, le groupe rebelle M23 fait une avancée rapide dans la région du Kivu, arrivant à Goma, la capitale provinciale du Nord-Kivu, le 25 janvier.
Au 29 janvier, le M23 contrôle la majeure partie de la ville tandis que des combats sporadiques se poursuivent dans les banlieues.
Le Rwanda, qui, selon de nombreuses sources, soutient le M23 en lui fournissant des soldats et des armes, reçoit l'ordre de cesser toute activité diplomatique et consulaire et de quitter Kinshasa, la capitale de la RDC, dans les 48 heures, en raison de l'offensive lancée contre la ville. Selon des sources de l'ONU, entre 500  et   1 000 soldats rwandais aident le M23 dans la région de Goma.

## Contexte
Goma est la capitale provinciale du Nord-Kivu, dans l'est de la République démocratique du Congo (RDC), elle compte environ un million d'habitants, et un million de déplacés internes sont installés aux abords de la ville, dans des camps saturés où règne l'insécurité et la misère.
Depuis novembre 2021, le Mouvement du 23 mars (M23), un groupe rebelle soutenu par le Rwanda, mène une offensive militaire dans le Nord-Kivu, qui les opposent aux Forces armées de la républiques démocratique du Congo (FARDC) et à ses supplétifs, des milices armés regroupés sous l'appellation wazalendo. Après une période d'accalmie à la suite d'un accord de cessez-le-feu négocié fin juillet 2024, les affrontements reprennent en octobre 2024 dans le territoire de Lubero, et s'intensifient à la suite de l'annulation du sommet de Luanda prévu pour le 15 décembre 2024, pour cause de désaccord entre le Rwanda et la RDC. Cette recrudescence des combats entraînent d'importants déplacements de populations civiles, et permet au M23 de poursuivre son expansion dans les territoires de Lubero et de Masisi dans le Nord-Kivu, ainsi que dans le territoire de Kalehe dans le Sud-Kivu.
Le 21 janvier, le gouverneur de la province du Sud-Kivu, Jean-Jacques Purusi, confirme la prise des villes minières de Minova (en), Lumbishi, Numbi (en) et Shanje au Sud-Kivu, et de Bweremana au Nord-Kivu. Minova sert auparavant de voie d'approvisionnement clé vers Goma. Les combats de janvier 2025 poussent 400 000 personnes à fuir le Nord et le Sud-Kivu.
La quantité de territoire saisie et la rapidité avec laquelle cela se produit incite les Nations unies à avertir que l'offensive pourrait conduire à une guerre régionale plus vaste. Le Rwanda nie officiellement avoir aidé le groupe rebelle en lui fournissant des troupes et des armes, bien que les renseignements suggèrent que le Rwanda soutient en fait le M23. Un rapport des Nations unies de 2024 note que l'assistance militaire du Rwanda est « cruciale » pour la campagne du M23.

### Position des belligérants
Le gouvernement congolais décrit l'AFC/M23 comme une organisation terroriste utilisée par le Rwanda pour exploiter les ressources minérales de l'est de la RDC et refuse de négocier directement avec ses dirigeants dans le cadre du processus de Luanda, comme le président rwandais Paul Kagame et son gouvernement l'ont réclamé en décembre 2024 et janvier 2025.
Le président rwandais, Paul Kagame, affirme que le M23 représente les intérêts de la minorité tutsie congolaise, le même groupe ethnique que Kagame qui a été la principale cible lors du génocide au Rwanda en 1994. Le gouvernement rwandais reproche également  à l'armée congolaise de travailler avec les Forces démocratiques de libération du Rwanda (FDLR), une milice ethnique hutue dont certains membres sont accusés d’avoir participé au génocide de 1994 au Rwanda contre les tutsis et les hutus modérés, considéré par Kigali comme une menace pour la sécurité du Rwanda.
En 2023, l'homme politique congolais Corneille Nangaa, ancien chef de la commission électorale du pays, déclare son opposition à l'administration du président Félix Tshisekedi en raison de certains désaccords et forme une coalition de forces rebelles connue sous le nom d'Alliance du fleuve Congo, qui comprend le M23. La coalition est créée lors d'une réunion au Kenya le 15 décembre 2023. Cette alliance est dirigée par un duo composé de Corneille Nangaa, en tant que coordonnateur politique, et de Sultani Makenga, qui assume le rôle de coordonnateur militaire en tant que chef militaire du M23,.

## Offensive

### Première avancée vers Goma (23-25 janvier)
Le 23 janvier, le Mouvement du 23 mars (M23) prend aux Forces armées de la république démocratique du Congo (FARDC) la ville de Sake, un carrefour routier crucial à l'ouest de Goma qui relie la ville au reste du pays. Cela leur permet de couper sa principale voie d'approvisionnement et de supprimer le dernier bastion des FARDC avant Goma. Le groupe soutenu par le Rwanda contrôle également le territoire au nord, et lance son offensive contre la ville elle-même le même jour. Le succès rapide de l'opération visant à couper Goma montre que le moral et les défenses des FARDC dans la région sont en train de s'effondrer, ce qui fait craindre une chute imminente de Goma, et le président congolais Félix Tshisekedi rentre plus tôt que prévu de son voyage à l'étranger. Une déclaration officielle du M23 du 24 janvier déclare que le groupe « libérerait nos compatriotes à Goma ».
Le 24 janvier, la RDC rompt officiellement ses relations diplomatiques avec le Rwanda après que neuf soldats de la paix sud-africains sont tués lors de combats avec le groupe rebelle et que des tireurs d'élite rwandais tuent Peter Cirimwami Nkuba (en), le gouverneur militaire de la province du Nord-Kivu sur la ligne de front. Les responsables rwandais sont sommés de cesser toutes les activités diplomatiques et consulaires ainsi que de quitter Kinshasa, la capitale de la RDC, dans les 48 heures. La ministre congolaise des Affaires étrangères, Thérèse Kayikwamba Wagner, qualifie le soutien militaire du Rwanda au M23 de « déclaration de guerre ».
Le porte-parole de l'armée congolaise, le général Sylvian Ekenge, déclare à la presse le 25 janvier que « le Rwanda est déterminé à s'emparer de la ville de Goma ». Alors que le groupe rebelle s'approche de la ville, l'armée rwandaise rassemble des troupes le long de sa frontière avec la RDC et ses commandants supérieurs arrivent à Gisenyi, une ville rwandaise située à moins d'un kilomètre de la frontière. Des troupes rwandaises traversent la frontière congolaise pour aider le M23, avec l'intention, semble-t-il, de s'emparer de Goma avant la réunion du Conseil de sécurité des Nations unies prévue pour le lendemain. Des sources de l'ONU rapportent que les Forces de défense rwandaises exercent de facto un contrôle opérationnel sur le M23.

### Bataille dans la ville (25-30 janvier)
Tôt dans la matinée du 25 janvier, le M23 avance vers les faubourgs de Goma, sous de lourds bombardements, mais ses avancées seraient repoussées par les forces de la RDC. Aux abords de la ville, des centaines de milliers de civils sont déplacés, notamment en raison des bombardements. Le M23 ferme l'espace aérien autour de l'aéroport international de Goma. L'ordre dans la ville elle-même ne serait pas rompu, une importante présence policière étant la plus grande chance depuis le début de l'offensive. Les forces armées congolaises (FARDC) mettent en place une ligne défensive dans la partie nord de la ville et dans la région de Birere, notamment avec des chars, et sont assistées par des mercenaires roumains et la milice wazalendo. L'armée congolaise repousse l'attaque initiale du M23 le 25 janvier.
Dans la soirée du 26 janvier, les rebelles auraient pénétré dans le quartier de Munigi, à 9 kilomètres du centre-ville de Goma. Le M23 affirme que la ville est sous son contrôle. Des soldats de la Mission de la Communauté de développement d’Afrique australe en RDC (SAMIRDC) et de la mission de l'ONU pour la stabilisation en RDC (MONUSCO) sont tués dans les combats des jours précédents, parmi les morts figurent sept sud-africains et trois malawites de la SAMIDRC à la suite de l'attaque de leur base opérationnelle dans la commune de Sake, ainsi que deux sud-africains et un uruguayen de la MONUSCO.
Le 27 janvier, le M23 revendique la prise de la ville. Cependant, les combats semblent avoir continué dans plusieurs régions et des « dizaines de milliers » de personnes sont déplacées.
La prison centrale de Munzenze, qui compte 3 000 détenus, est « littéralement incendiée » et l'évasion fait des centaines de morts. Au moins 165 prisonnières ont été violées et la plupart d’entre elles auraient été tuées par la suite, dans l'incendie.
Les combattants rebelles atteignent le centre de Goma ce matin-là, et un porte-parole de la coalition rebelle affirme que les soldats de l'armée congolaise se rendent, bien que l'armée congolaise ne fasse aucun commentaire. Selon les forces de maintien de la paix uruguayennes, 100 soldats congolais se rendent et remettent leurs armes à la base de la MONUSCO comme l'ont exigé les rebelles, tandis que 26 soldats congolais et un policier se rendent aux gardes-frontières rwandais près de Goma. L'Agence France-Presse rapporte que l'armée congolaise et les milices alliées opposent une « résistance inattendue » aux forces rwandaises mieux équipées et mieux entraînées, lors d'intenses combats dans le centre-ville et l'ouest de Goma, même si certains désertent et abandonnent leurs uniformes. Des soldats et des miliciens congolais sont également impliqués dans des pillages, aux côtés d'une partie de la population civile.
Le gouvernement affirme plus tard dans la matinée que ses troupes contrôlent toujours l'aéroport international de Goma et d'autres points clés de la ville. L'armée congolaise et les forces rwandaises de l'autre côté de la frontière échangent des tirs d'artillerie, les troupes congolaises sur une colline de Goma tirant sur la ville rwandaise de Gisenyi. Des pillages sont signalés à Birere, Majengo et près de l'aéroport. Dans la soirée du 27 janvier, les forces armées congolaises et la milice wazalendo contrôlent toujours certaines parties de la ville, selon le président de l'Assemblée nationale Vital Kamerhe. Des combats se poursuivent près de l'aéroport et dans d'autres zones. L'électricité et l'eau à Goma sont coupées depuis le début des combats. Une réunion d'urgence du gouvernement est organisée par le président Félix Tshisekedi.
Au moins 17 personnes seraient tuées lors des combats à Goma, tandis que 367 autres seraient blessées. En outre, cinq personnes sont tuées et 25 autres blessées dans la ville voisine de Gisenyi, de l'autre côté de la frontière avec le Rwanda, lors d'un incident lié aux combats.
Les combats pour le contrôle de Goma se poursuivent encore au début du 28 janvier, y compris à l'aéroport de la ville. Des unités des forces armées congolaises sont également présentes dans d'autres zones, comme le centre-ville, tandis que le M23 semble contrôler l'ouest de Goma. L'aéroport devient la plus grande poche de troupes gouvernementales dans la ville. Selon le ministre congolais du développement rural, Muhindo Nzangi, les forces armées congolaises contrôlent 80% de Goma tandis que les rebelles et les troupes rwandaises sont repoussés vers les faubourgs de la ville. Cependant, plus tard dans la journée, des informations parues dans les médias et provenant de sources de sécurité congolaises indiquent que plus de 1 200 soldats congolais se rendent à l'aéroport, permettant au M23 d'en prendre le contrôle. L'Afrique du Sud confirme ce jour-là que quatre autres soldats sud-africains de la MONUSCO sont tués.
Après la prise de l'aéroport international de Goma par le M23, les combats se poursuivent dans d'autres parties de la ville entre les troupes restantes des forces armées congolaises et les miliciens de wazalendo,. Les pertes civiles s'élèvent à plus de 100 morts et 1 000 blessés. Ce soir-là, le président Tshisekedi nomme le général de brigade Evariste Somo gouverneur militaire du Nord-Kivu et le promeut au grade de général de division, succédant ainsi au général de division Peter Cirimwami, tué quelques jours plus tôt,.
Au début du 29 janvier, les combats semblent avoir ralenti, le M23 ayant consolidé son contrôle sur Goma, y compris sur le centre-ville, la résistance restante étant repoussée vers les faubourgs. Le groupe rebelle annonce son intention d'établir sa propre administration dans la ville. Des milliers de civils fuient vers la frontière avec le Rwanda alors que la crise humanitaire à Goma s'aggrave,. Environ 280 mercenaires roumains engagés par la RDC qui se sont rendus quittent le pays via le Rwanda, après avoir été arrêtés par les Forces de défense rwandaises. Des soldats congolais des FARDC et des miliciens de wazalendo qui sont capturés sont en train d'être désarmés par le M23 dans un stade de Goma.
Le 30 janvier, les troupes restantes des FARDC et de wazalendo qui ne se sont pas rendues continuent à combattre le M23 dans la région nord de Goma, en particulier dans le village de Turunga du groupement de Munigi, où des cas d'utilisation d'armes lourdes et légères sont signalés. Plus tard dans la journée, les combats à Goma ont pratiquement cessé, y compris dans la région nord.

## Conséquences
Avec la chute de Goma, la quasi-totalité du Nord-Kivu est sous le contrôle du Mouvement du 23 mars (M23). Alors que le M23 s'empare de la majeure partie de la ville, les forces du groupe rebelle dans la province du Sud-Kivu, le long de la rive ouest du lac Kivu, lancent une offensive en direction de la capitale provinciale, Bukavu, à environ 201 km de Goma, le 29 janvier. Un haut diplomate rwandais déclare que la coalition rebelle poursuivra son offensive contre le gouvernement congolais. Une panique se déclare parmi les habitants de Bukavu le 30 janvier à la suite de la nouvelle de l'avancée des rebelles dans le Sud-Kivu, tandis que les troupes quittent les bases des Forces armées de la républiques démocratique du Congo (FARDC) pour rejoindre la ligne de front plus au nord. Les FARDC mettent en place des défenses le long de la route reliant les deux villes et des centaines d'habitants de Bukavu se portent volontaires pour s'enrôler dans l'armée.
Le 30 janvier, l'électricité et les télécommunications sont rétablies dans certaines parties de Goma par le M23, qui prépare également des centaines d'administrateurs à diriger la ville, et les points de passage à la frontière rwandaise toute proche sont rouverts. Une partie du trafic reprend sur les routes de la ville, et les routes qui relient Goma aux villes de Sake, Minova (en) et Masisi sont rouvertes.
Le Programme alimentaire mondial des Nations unies signale une pénurie alimentaire, aggravée par les coupures d'électricité et d'eau et la fermeture de l'aéroport de Goma. Les structures médicales de Goma et de Bukavu sont débordées par le grand nombre de victimes de balles et par le manque de fournitures. Au moins 700 000 personnes sont déplacées dans la région du Kivu.
Le 31 janvier, le général de division des FARDC Evariste Somo prend ses fonctions de gouverneur du Nord-Kivu lors d'une cérémonie à Beni, l'une des villes de la province qui n'est pas contrôlée par les rebelles. Il annonce également que la capitale provinciale est temporairement déplacée de Goma à Beni en raison de la prise de contrôle du M23 par le Rwanda. Depuis le début de l'offensive de Goma, les attaques dans la région de Beni par un autre groupe, la milice des Forces démocratiques alliées, augmentent également.
Selon une enquête de Human Rights Watch (HRW) publié en mars 2025, depuis la prise de contrôle de Goma, les combattants du M23 ont harcelés des membres de la société civile, menant des descentes dans des maisons, proférant des menaces de mort et de représailles. Le M23 se serait aussi livré à des exécutions sommaires contre des personnes suspectées de soutenir les forces loyalistes. Les journalistes et activistes sont particulièrement visés, subissant des menaces et des détentions arbitraires. Le chanteur et activiste Delcat Idengo a été abattu à son domicile le 13 février 2025, apparemment dans une situation de non-combat. Les nouvelles autorités administratives de l'Alliance fleuve Congo (AFC) ont menacé la société civile, affirmant « faire le ménage » à Goma, ce qui a renforcé les craintes des journalistes et des activistes d'être pris pour cible. Lawrence Kanyuka le porte parole du M23 a aussi expliqué à HRW que des chefs de quartier locaux de Goma et Bukavu étaient emmenés à Bunagana, pour y recevoir une « formation idéologique » dans une base du M23. Les restrictions imposées par le M23 et l'AFC limitent la liberté de mouvement et de travail des journalistes, qui doivent obtenir une accréditation de presse rwandaise ou ougandaise pour accéder aux zones contrôlées par le M23.

## Réactions

### Nationales
Le gouvernement rejette le 25 janvier une offre de médiation de la Turquie entre le pays et le Rwanda. Le vice-ministre congolais des Affaires étrangères déclare que la République démocratique du Congo (RDC) « se concentrait sur les solutions africaines aux problèmes africains ». Le gouvernement déclare le 27 janvier que son armée est « plus que déterminée à défendre la patrie au prix du sacrifice suprême ». Il déclare également que des soldats de l'armée rwandaise sont présents à Goma. Le gouvernement congolais décrit l'attaque du M23 contre Goma comme une « déclaration de guerre » du Rwanda. Le même jour, le président de la RDC, Félix Tshisekedi, accepte de participer à un sommet de paix organisé par le Kenya. Il est confirmé plus tard que Tshisekedi n'assistera pas au sommet de paix avec le Rwanda prévu pour le 29 janvier, et qu'il n'est pas présent à la réunion virtuelle qui se tient. Au lieu de cela, il a prévu de prononcer son premier discours télévisé à la nation ce soir-là.
Le M23 demande à tous les membres des forces armées congolaises qui défendent la ville de déposer les armes et de se rendre pour éviter toute effusion de sang. Corneille Nangaa, chef de l'Alliance du fleuve Congo, dont fait partie le M23, affirme le 27 janvier que leur cible ultime est Kinshasa et laisse entendre qu'ils veulent renverser le gouvernement congolais.
Le 27 janvier, des manifestations de soutien à l'armée congolaise et d'opposition au M23 ont lieu, notamment à Kinshasa et à Bukavu, au Sud-Kivu. Le lendemain, le 28 janvier, le rassemblement de soutien aux combats des forces armées congolaises dans l'est et de protestation contre l'agression rwandaise se poursuit à Kinshasa. La police est déployée pour protéger les ambassades étrangères. L'ambassade de France est incendiée par les manifestants, tandis que celles du Rwanda, de Belgique et des États-Unis sont également attaquées. Les manifestants congolais considèrent les pays occidentaux comme la principale source d'aide étrangère au Rwanda et estiment que la communauté internationale ne prend pas suffisamment de mesures pour faire pression sur le gouvernement rwandais.

### Internationales
- Rwanda : Le 26 janvier, le représentant rwandais à l'ONU déclare que les forces armées congolaises ont violé l'accord de cessez-le-feu précédent et que la présence de mercenaires étrangers constitue une menace pour le Rwanda. Le président Paul Kagame accepte l'offre du Kenya d'accueillir un sommet entre lui et le président Tshisekedi.
- Nations unies : L'ONU accuse le Rwanda de soutenir les rebelles du M23 en leur envoyant des troupes et des armes. Le 25 janvier, le personnel non essentiel stationné dans la ville commence à se déplacer en raison de la détérioration de la situation militaire dans les banlieues de la ville.
- Union européenne : L'UE publie une déclaration le 25 janvier affirmant que « le Rwanda doit cesser de soutenir le M23 et se retirer ».
- Union africaine : Le Conseil de paix et de sécurité de l'UA tient une réunion d'urgence le 28 janvier, au cours de laquelle il met l'accent sur la nécessité d'obtenir un cessez-le-feu.
- Kenya : Le gouvernement kenyan appelle la RDC et le M23 à accepter un cessez-le-feu. Les chefs d'État du Rwanda et de la RDC conviennent de participer à un sommet de paix dans la capitale du Kenya, à l'invitation du président William Ruto.
- Turquie : Le président turc Recep Tayyip Erdoğan propose de jouer un rôle de médiateur entre les deux pays.
- France : Le ministre français des Affaires étrangères Jean-Noël Barrot déclare que « la France condamne fermement l'offensive menée par le M23, soutenue par les forces armées rwandaises, qui a entraîné la mort de six casques bleus et le déplacement de plusieurs milliers de personnes. Les combats doivent cesser et le dialogue reprendre. »
- États-Unis : Le secrétaire d'État Marco Rubio condamne l'attaque du M23 et affirme que les États-Unis soutiennent la souveraineté congolaise[55].
- La France, l'Allemagne, le Royaume-Uni et les États-Unis exhortent tous leurs citoyens à quitter Goma au milieu des combats en cours.